# Faunis stomphax
Faunis stomphax är en fjärilsart som beskrevs av John Obadiah Westwood 1858. Faunis stomphax ingår i släktet Faunis och familjen praktfjärilar. Inga underarter finns listade i Catalogue of Life.

## Bildgalleri

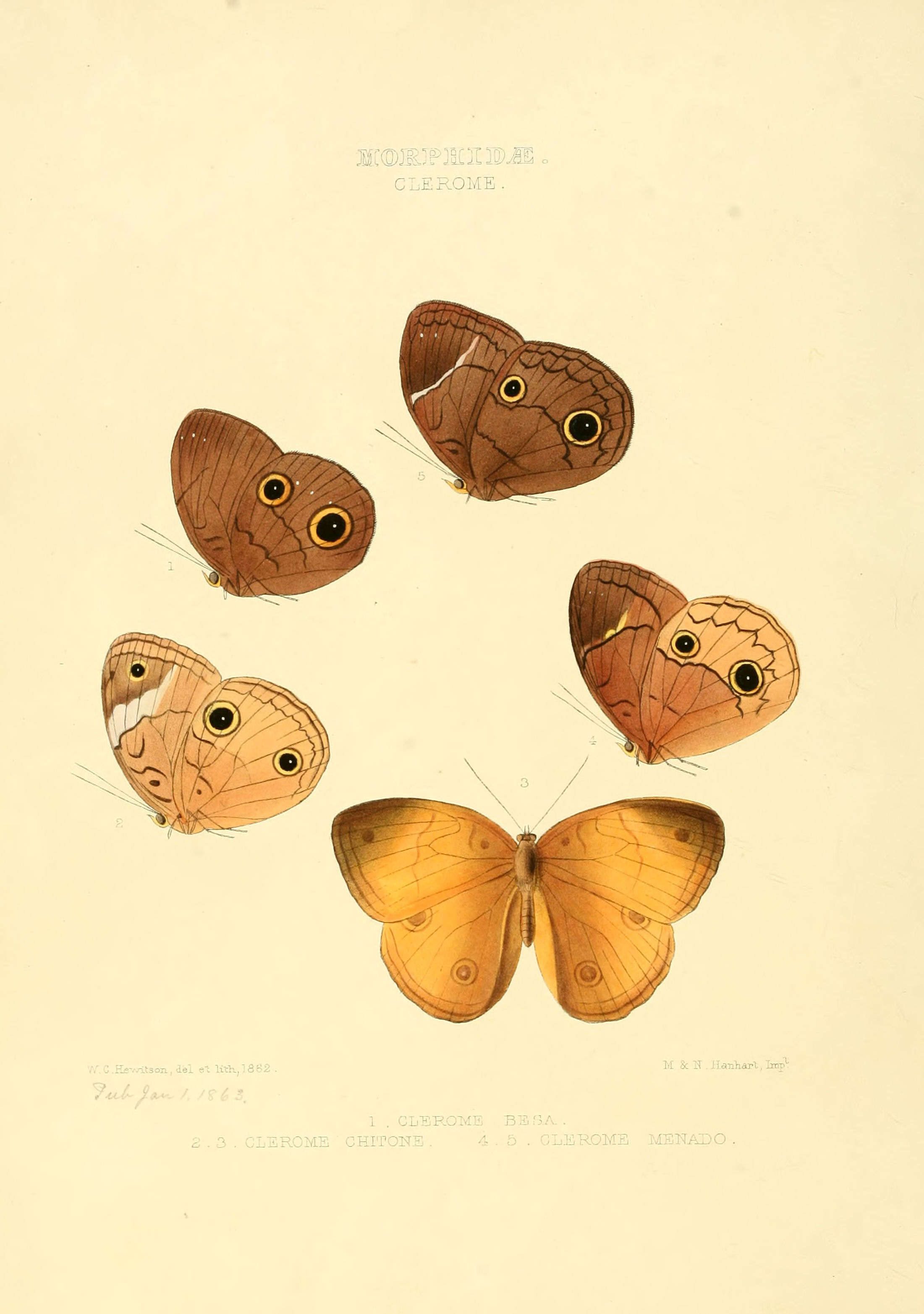